# Józefa Bogusz-Dzierżkowa
Józefa Bogusz-Dzierżkowa (ur. 5 września 1923 w Szymanowicach, zm. 30 stycznia 2021 w Skierniewicach) – polska rolniczka, działaczka ruchu ludowego, organizatorka teatrów amatorskich, publicystka, pamiętnikarka. Mieszkała i działała na terenie gminy Zduny.

## Edukacja
Ukończyła szkołę powszechną w Zdunach oraz kurs dla dziewcząt w szkole rolniczej w Zduńskiej Dąbrowie. W latach 1937–1939 uczęszczała do Gimnazjum Żeńskiego im. Juliana Ursyna Niemcewicza w Łowiczu. W tym okresie rozpoczęła działalność w Związku Młodzieży Wiejskiej „Wici”. Po wybuchu drugiej wojny światowej kontynuowała naukę na tajnych kompletach w Łowiczu. Dzięki pomocy Zofii Niedziałkowskiej zdała maturę w Warszawie. Następnie uczęszczała na konspiracyjny kurs pedagogiczny w Zdunach. W okresie powojennym odbyła kurs na Uniwersytecie Ludowym w Brusie pod kierunkiem Zofii Solarzowej.

## Działalność społeczna
Była wychowawczynią Uniwersytetu Ludowego w Boczkach. W 1951 pracowała w Szkole Podstawowej w Zdunach.
Od 1957 była związana ze Zjednoczonym Stronnictwem Ludowym. W latach 1958–1961 uczestniczyła w pracach II kadencji Wojewódzkiej Rady Narodowej w Łodzi, ramienia ZSL z powiatu łowickiego.
Działała w Powiatowej Radzie Kół Gospodyń Wiejskich w Łowiczu.
Należała do Komisji Kobiet działającej przy Okręgowej Spółdzielni Mleczarskiej w Łowiczu.

## Twórczość
Jest autorką dwóch książek pamiętnikarskich: 
- Smak ziemi – smak życia (Wydawnictwo Astra, 2001, ISBN 83-85674-95-0)
- Szerokie pola – ludzkie drogi (Ludowa Spółdzielnia Wydawnicza, 2011, ISBN 978-83-205-5487-8, ISBN 978-83-62171-30-9)

oraz licznych publikacji prasowych, głównie w czasopismach „Gospodyni wiejska”, „Zielony Sztandar”, „Dziennik Ludowy” oraz „Tygodnik Kulturalny”.
Była zaangażowana w organizację ludowego ruchu teatralnego. Pisała sztuki teatralne, np. Ochotnik (1945) i Tak było (1946). Adaptowała na użytek teatru chłopskiego także inne utwory, np. Chatę za wsią Józefa Ignacego Kraszewskiego, w której sama wystąpiła w roli Azy. 